# Vandtårnet ved Pedersborg, Sorø
Vandtårnet ved Pedersborg, Sorø blev bygget i 1974. Tårnet er ca. 15 meter højt og indeholder 1.000 m3 vand. Tårnet har et karakteristisk udseende, da det er dekoreret af Per Arnoldi, i farverne blå, gul og rød. Dekorationen har et areal på 250 m2.